# Sharpay csillogó kalandja
A Sharpay csillogó kalandja (eredeti cím: Sharpay's Fabulous Adventure) egy 2011-es amerikai vígjáték, a Disney Channel eredeti produkciójában, Ashley Tisdale főszereplésével. Rendezte Michael Lembeck, írta Robert Horn. A sikeres Szerelmes hangjegyek filmsorozatok folytatása, mely ezúttal a többi szereplő nélkül folytatódik. Az Amerikai Egyesült Államokban 2011. május 22-én mutatták be a Disney Channel-en, de már a premier előtt, április 19-én megjelent DVD-n és Blu-rayen.
Magyarországi premierje 2011. szeptember 10-én 10.30-kor volt a Disney csatornán, ill. 2011. november 23-án DVD-n is megjelent.

## Cselekmény
A főszereplő, Sharpay Evans nagy álma, hogy híres Broadway-színésznő legyen. New Yorkba utazik kutyájával, hogy megvalósítsa álmát.

## Szereplők
| Szereplő          | Színész              | Magyar hang        |
| ----------------- | -------------------- | ------------------ |
| Sharpay Evans     | Ashley Tisdale       | Mezei Kitty        |
| Peyton Leverett   | Austin Butler        | Moser Károly       |
| Amber Lee Adams   | Cameron Goodman      | Major Melinda      |
| Roger Elliston    | Bradley Steven Perry | Bogdán Gergő       |
| Gill              | Alec Mapa            | Fekete Zoltán      |
| Neal              | Jack Plotnick        | Seder Gábor        |
| Mr. Evans         | Robert Curtis Brown  | Rosta Sándor       |
| Mrs. Evans        | Jessica Tuck         | ?                  |
| Ryan Evans        | Lucas Grabeel        | Baradlay Viktor    |
| Jerry Taylor      | Pat Mastroianni      | Holl Nándor        |
| Lupe              | Alessandra Cannito   | Kardos Eszter      |
| Tiffani           | Lauren Collins       | Molnár Ilona       |
| Dina              | Shadia Ali           | Bogdányi Titanilla |
| További szereplők |                      | Nemes Takách Kata  |

## Filmzenék
A film azonos című albuma 2011. május 17-én jelent meg az Amerikai Egyesült Államokban.

### Számlista
|    | Cím                         | Szerző(k)                                      | Előadó(k)                      | Hossz |
| -- | --------------------------- | ---------------------------------------------- | ------------------------------ | ----- |
| 1. | Gonna Shine                 | Randy Petersen & Kevin Quinn                   | Ashley Tisdale                 | 3:11  |
| 2. | My Boi and Me               | Matthew Tishler & Amy Powers                   | Ashley Tisdale                 | 2:26  |
| 3. | My Girl and Me              | Matthew Tishler & Amy Powers                   | Ashley Tisdale & Shawn Molko   | 2:15  |
| 4. | New York's Best Kept Secret | David Lawrence & Faye Greenberg                | Ashley Tisdale                 | 3:28  |
| 5. | The Rest of My Life         | Matthew Tishler & Amy Powers                   | Ashley Tisdale                 | 3:01  |
| 6. | Baby                        | Justin Bieber, The Dream & Christopher Stewart | Lucas Grabeel                  | 3:34  |
| 7. | Walking on Sunshine         | Kimberly Rew                                   | Aly & AJ                       | 3:54  |
| 8. | Fabulous (Remix)            | David Lawrence & Faye Greenberg                | Ashley Tisdale & Lucas Grabeel | 3:07  |

| 9.  | I Want It All           | Ashley Tisdale & Lucas Grabeel | 4:39 |
| 10. | Fabulous                | Ashley Tisdale & Lucas Grabeel | 3:02 |
| 11. | You Are the Music In Me | Ashley Tisdale & Zac Efron     | 2:29 |
| 12. | Humuhumunukunukuapua'a  | Ashley Tisdale & Lucas Grabeel | 3:11 |
| 13. | Bop to the Top          | Ashley Tisdale & Lucas Grabeel | 1:48 |

## Forgatás
A hivatalos paparazzi képek a forgatásról június 6-án jelentek meg. A szereplők Kanadába, azon belül Torontóba utaztak, hogy elkezdhessék a forgatásokat. A mindössze 90 perces filmet több mint kilenc hónapig forgatták, hiszen a főszereplő, Ashley Tisdale (Sharpay) eközben forgatta legújabb sorozatát, a Hellcats-et, amit a The CW amerikai csatorna sugárzott. A film premierje április 6-án volt Los Angelesben. Olyan híres sztárok jelentek meg, mint Vanessa Hudgens, Zac Efron vagy Alyson Michalka.

## Nemzetközi premierek
| Ország / Régió                                 | Csatorna                     | Dátum                | Cím                          |
| ---------------------------------------------- | ---------------------------- | -------------------- | ---------------------------- |
| Amerikai Egyesült Államok                      | Disney Channel USA           | 2011. május 22.      | Sharpay's Fabulous Adventure |
| Kanada                                         | Family Channel               | 2011. május 27.      | Sharpay's Fabulous Adventure |
| Írország · Egyesült Királyság                  | Disney Channel UK & Írország | 2011. május 27.      | Sharpay's Fabulous Adventure |
| Brunei · Malajzia · Fülöp-szigetek · Szingapúr | Disney Channel Ázsia         | 2011. május 28.      | Sharpay's Fabulous Adventure |
| Ausztrália · Új-Zéland                         | Disney Channel Ausztrália    | 2011. július 30.     | Sharpay's Fabulous Adventure |
| Lengyelország                                  | Disney Channel Lengyelország | 2011. szeptember 10. | Boska przygoda Sharpay       |
| Magyarország                                   | Disney Channel               | 2011. szeptember 10. | Sharpay csillogó kalandja    |